# Murray Adaskin
Murray Adaskin (født 28. marts 1906 i Toronto, Canada - død 6. maj 2002) var en canadisk komponist, violinist, dirigent, lærer og rektor.
Adaskin studerede violin på Toronto Musikkonservatorium, og spillede derefter med Toronto Symphony Orchestra. Han studerede senere komposition hos John Weinzweig og Darius Milhaud. Han har skrevet 2 symfonier,
orkestermusik, balletmusik, operaer etc.
Adaskin underviste og var rektor på University of Saskatchewan (1952-1966).

## Udvalgte værker
- Symphony nr. 1 "Ballet" (1951) - for orkester
- Symphony nr. 2 "Algonkiner" (1958) - for orkester
- Koncert (1990) for orkester
- Violinkoncert (1955) - for violin og orkester

## Ekstern kilde
- Om Murray Adaskin Arkiveret 7. september 2014 hos  Wayback Machine